# Domeincontroller
Een domeincontroller is een server in een computernetwerk van Microsoft Windows die centraal beheert wie er toegang tot welke stukken van het domein mag hebben. Dit in tegenstelling tot het werkgroep-model, waarbij gebruikers en toegang op iedere individuele computer ingesteld moeten worden.
Tot Windows 2000 was er in een domein maar een enkele domeincontroller (PDC, Primary Domain Controller), eventueel met een of meerdere Backup Domain Controllers (BDC). Bij uitval van de domeincontroller zou toegang tot computers namelijk niet meer mogelijk zijn. Het netwerk zou in dat geval vastzitten en pas weer werken nadat een systeembeheerder de Primary Domain Controller weer had hersteld met behulp van een Backup Domain Controller.
Met de komst van Windows Server 2000 en Active Directory is er hiërarchische structuur in de domeinen mogelijk geworden waarmee meerdere domeinen in een boomstructuur ("tree") georganiseerd kunnen worden, en meerdere "trees" in een "forest". Voor grotere organisaties met meerdere vestigingen biedt dit een grotere flexibiliteit.

## FSMO Rollen
Er zijn een paar zaken die slechts op één domeincontroller per forest of één per domein kunnen worden geregeld.
Dit zijn de zogenaamde Flexible Single Master Operations, ofwel FSMO (spreek uit als fiz-mo).
Forest-wide rollen
De volgende 2 rollen komen maar één keer per forest voor:
Schema master
Elk object in Active Directory kan meerder attributen hebben zo heeft een Userobject bijvoorbeeld een voornaam, achternaam, een telefoonnummer, et cetera.
Als je meer attributen aan objecten wil toevoegen, vertel je dit aan de Schema master. De installatie van Exchange voegt bijvoorbeeld veel attributen toe.
Domain naming master
De Domain naming master doet niets anders dan bijhouden welke namen de domeinen in het forest hebben.
Als je een nieuw domein aan het forest wil toevoegen controleert de Domain naming master of de naam niet al in gebruik is.
Domain-wide rollen
De volgende 3 rollen komen maar één keer per domein voor:
RID master
Elk object in Active Directory heeft een unieke identificatie code, een zogenaamde SID. Bij het aanmaken van een object moet er een unieke code worden gegenereerd. Om te voorkomen dat 2 verschillende domeincontrollers tegelijkertijd een object aanmaken met dezelfde SID, krijgen ze allemaal een groep met voorgedefineerde RIDs toegewezen door de RID master. Als de voorraad RIDs van een domeincontroller op is, vraagt hij om een nieuwe lijst bij de RID master.
PDC Emulator
De PDC emulator is er om compatibiliteit te garanderen met Windows NT 4.0 BDC's (wordt niet meer ondersteund vanaf Windows Server 2003). Bovendien is de PDC emulator de primaire tijdserver in het domein, de NetBios master browser, en regelt hij het veranderen van je wachtwoord.
Infrastructure Master
De Infrastructure Master houdt bij of objecten uit een ander domein die lid zijn van een groep, van naam zijn veranderd. Hiervoor praat hij regelmatig met de Global Catalog.